# Белобрка чигра
Белобрка чигра (лат. Chlidonias hybrida) је чигра из породице Laridae. Име рода потиче од старогрчке речи khelidonios, „налик ласти“, од речи khelidon, „ ласта “. Специфични hybridus је латински за hybrid; Питер Сајмон Палас је мислио да би то могао бити хибрид белокриле чигре и обичне чигре, написавши "Sterna fissipes [Chlidonias leucopterus] et Hirundine [Sterna hirundo] natam".

## Подврсте
Ова птица има три подврсте, које се разликују углавном по величини и мањим детаљима перја.
| Слика | Подврста                                                                       | Опис                       | Дистрибуција |
| ----- | ------------------------------------------------------------------------------ | -------------------------- | --- |
|       | Chlidonias hybrida hybrida ( Палас, 1811) (Евроазијска белобрка чигра)         | номинована                 | Гнезди се у топлијим деловима Европе и Палеарктика (северозападна Африка и централна и јужна Европа до југоисточног Сибира, источна Кина и јужно до Пакистана и северне Индије). |
|       | Chlidonias hybrida delalandii ( Mathews, 1912) (Афричка белобрка чигра)        | Мањег кљуна и тамније боје | пронађена у источној и јужној Африци |
|       | Chlidonias hybrida javanicus ( Хорсфилд, 1821) (Аустралазијска белобрка чигра) | блеђе боје                 | од Јаве до Аустралије . |

Тропске форме су сталне, али европске и азијске птице зимују на југу до Африке и Индијског потконтинента. Означена белобрка чигра примећена је у резервату за птице Манакуди, округ Канијакумари у Тамил Надуу, Индија, у априлу 2021.
Ова врста се гнезди у колонијама на унутрашњим мочварама, понекад са речним галебовима, који пружају извесну заштиту. Научно име потиче од чињенице да ова, највећа мочварна чигра, показује сличности по изгледу и са белим "Sterna" и са црним чиграма.

## Опис
Величина, црна капа, снажан кљун (29–34 мм код мужјака, 25–27 мм  код женки, са израженим тацкама на кљуну) и позитивнијим летом подсећају на обичну или арктичку чигру, али кратак, рачваст реп и тамно сиво гнездеће перје изнад и доле су типичне карактеристике мочварне чигре. Летња одрасла јединка има беле образе и црвене ноге и кљун. Круна је код младе јединке прошарана белом бојом, а задња круна је равномерније црнкаста, мада је код одрасле јединке зими и она прошарана белом бојом. Црни покривачи ушију су спојени са црном бојом задњег дела круне, а простор изнад је прошаран белом бојом, због чега црна боја изгледа као трака у облику латиничног слова "C". Бочне стране врата су беле; ово се понекад наставља преко потиљка. Оковратник је мање оштро дефинисан. Током целе године сапи су бледо сиве боје. Код младунаца, плашт има шаролик узорак. Перје на леђима и лопатицама је тамносмеђе, са истакнутим широким жућкастим ивицама и често субтерминалним жућкастим пругама или центрима. Обично се прилично рано у јесен појављује примеса новог сивог перја, посебно на плашту. Огртач је код одрасле јединке сребрносиве боје. Оглашавањеје карактеристичан "крекк".
Зими чело постаје бело, а перје на телу много блеђе сиво. Младе белобрке чигре имају риђа љускава леђа и иначе веома личе на одрасле јединке током зиме. Прво зимско перје је између младунца и одрасле зимке јединке, са мрљама риђе боје на леђима.
Белобрка чигра једе мале рибе, водоземце, инсекте и ракове.

## Галерија
- Јаја Chlidonias hybrida
- Chlidonias hybrida hybrida, у гнездећем перју
- Chlidonias hybrida javanicus, у гнездећем перју